# オスカル・ルイージ・スカルファロ
オスカル・ルイージ・スカルファロ（イタリア語: Oscar Luigi Scalfaro、1918年9月9日 - 2012年1月29日）は、イタリアの政治家。上院議員（終身）。
共和国大統領（第9代）、下院議長、教育大臣、下院議員（10期）を務めた。

## 概要
ノヴァーラ出身。検事・弁護士を経て制憲議会議員に初当選。その後下院議員にキリスト教民主主義から10期連続して当選し内務大臣や代議員議長を務めた。内務大臣在任中には、反マフィアを掲げる裁判官のジョヴァンニ・ファルコーネの暗殺事件にも遭遇した。
タンジェントポリでイタリア政界が混乱に陥りコッシガ大統領が半ば辞任に追い込まれる形で退任に追い込まれると、キリスト教民主主義党内の実力者でマフィアとの癒着が疑われていたアンドレオッティ元首相と縁遠かった清潔なイメージから大統領に推され、左翼民主党などの支持も得て当選する。